# Pontcarré
Pontcarré és un municipi francès, situat al departament de Sena i Marne i a la regió d'Illa de França. L'any 1999 tenia 1816 habitants.
Forma part del cantó d'Ozoir-la-Ferrière, del districte de Provins i de la Comunitat d'aglomeració Marne i Gondoire.

## Municipis veïns
- Bussy-Saint-Georges
- Croissy-Beaubourg
- Favières
- Ferrières-en-Brie
- Ozoir-la-Ferrière
- Roissy-en-Brie